# Девід Малліген
Девід Малліген (англ. Dave Mulligan, * 24 березня 1982, Ліверпуль, Англія) — новозеландський футболіст, півзахисник національної збірної Нової Зеландії.

## Клубна кар'єра
Девід Малліген народився в Англії в передмісті Ліверпуля й там же почав виступати в команді «Барнслі». Уся його подальша кар'єра була пов'язана з англійськими футбольними лігами та командами «Донкастер Роверс», «Сканторп Юнайтед», «Грімсбі Таун», «Порт Вейл». На завершення футбольної кар'єри він поїхав до Нової Зеландії виступати за «Веллінгтон Фенікс», але в основному складі не зміг закріпитися. Учасник фінальної частини 19-го Чемпіонату світу з футболу 2010 в Південно-Африканський Республіці.

## Титули і досягнення
- Володар Кубка націй ОФК: 2008
- Бронзовий призер Кубка націй ОФК: 2004